# Krystle Carrington
Krystle Carrington is een personage uit de Amerikaanse soapserie Dynasty. De rol werd vertolkt door actrice Linda Evans. Met uitzondering van enkele episodes in het laatste seizoen was Evans in alle afleveringen te zien. In 1991 nam ze de rol opnieuw op voor de miniserie Dynasty: The Reunion.